# Démétriusz és Polübiosz
A Démétriusz és Polübiosz (olaszul Demetrio e Polibio) Gioachino Rossini kétfelvonásos operája. Szövegkönyvét Vincenzina Viganò-Mombelli írta. Ősbemutatójára 1812. május 18-án került sor a római Teatro Valle operaházban.

## Keletkezése, fogadtatása
Bár bemutatója időpontja (1812. május 18.) szerint már hatodik operája Rossininek, valójában az első dalműve, 1806 körül írhatta a vándor-előadóművész Mombelli-család számára, akikkel jó barátságot ápolt az ifjú Rossini. A családanya, az amatőr librettista Vincenzina Viganò-Mombelli írta szövegkönyvet, a tizennégy éves Rossini írta a zenét. Az operát csak öt évvel később mutatták be, amikor Rossini már valamelyest nevet szerzett magának. Demetrius szerepét az apa, Domenico Mombelli énekelte, Ester Mombelli Lisingát, Anna Mombelli Sivenot játszotta. Az opera a bemutatón sikert aratott, mind a szerepeket játszó Mombelli-család, mind Rossini elismerő kritikákat kapott. Stendhal is pozitívan írt a darabról.

## Szereplők
| Szereplő                              | Hangfekvés |
| ------------------------------------- | ---------- |
| Polibio, párthus király               | basszus    |
| Lisinga, a lánya                      | szoprán    |
| Siveno, Lisinga szeretője             | alt        |
| Demetrio, szíriai király, Siveno apja | tenor      |

## Cselekmény

### I. felvonás
Polybius, Párthia királya védelmezi saját lányát, Lisingát és szerelmét, Siveno. Sivenóról mindenki azt hiszi, hogy a szíriai királynak, Demetrius miniszterének, Minteusnak a fia, pedig valójában Demetriusé. Demetrius Minteust tartja felelősnek fia eltűnéséért, és Eumeno, egy királyi küldönc álruhájában érkezik meg a párthus udvarba. Azt követeli, hogy Sivenót adják át Szíriának. Polybius nem tesz eleget a kérésnek. Siveno és Lisinga összeházasodik. Polybius elárulja Sivenónak, hogy aggódik a történtek miatt, de Siveno megnyugtatja. Ezalatt Eumene (azaz Demetrius) Siveno elrablását tervezi, hogy visszavigye őt  Szíriába. Lefizeti a szolgákat és az őröket, és éjszaka behatol a párthus udvarba. Amikor az ifjú pár hálószobájába ér, Lisingát egyedül találja, ezért őt rabolja el, Polybiusnak és Sivenonak nem sikerül elfognia.

### II. felvonás
Polybius és Siveno Lisinga szabadon bocsátásért könyörög. Eumeno (Demetrius) azt válaszolja, hogy megöli Lisingát, hacsak nem adják át érte cserébe Sivenót. Válaszul Polybius azzal fenyegetõzik, hogy ő öli meg Sivenót, ha nem engedik szabadon Lisingát. A helyzet akkor kezd megoldódni, amikor Eumene (Demetrius) egy régi medál alapján rájön arra, hogy Siveno valójában az ő régen elveszett fia. Eközben Polybius nem akarja elveszíteni Lisingát, és Eumene (Demetrius) csak Sivenót akarja. Reménytelenségében Lisinga megpróbálja megölni Eumenét, aki végül elárulja, hogy valójában ő Demetrius király, és kijelenti, hogy Siveno az ő fia. A béke helyreáll, és az ifjú pár boldogan él, amíg meg nem halnak.

## Felvételei
A darab egyetlen hozzáférhető változata Valle D'Itria Fesztivál előadásának élő felvétele.  A szereposztás: Anna Laura Longo (Olmira), Christine Weidinger (Lisinga), Dalmacio Gonzales (Demetrio), Giorgio Surian (Polibio), Martino Fullone (Onao), Sara Mingardo (Siveno), a Grazi Szimfonikus Zenekart Massimiliano Carraro vezényli. (1997)